# Куліш Микола Гурович
Мико́ла Гу́рович Кулі́ш (18 грудня 1892, Чаплинка, Дніпровський повіт, Таврійська губернія, Російська імперія, нині Херсонська область, Україна — 3 листопада 1937, Сандармох, Медвеж'єгорський район, Карельська АРСР, Російська РФСР, СРСР) — український письменник, режисер, драматург, представник Розстріляного відродження.

## Біографія
Враження від дитинства загалом Микола Куліш лаконічно узагальнив у автобіографії, написаній 1921 року.
З 9 років навчався у церковно-парафіальній школі, де виявився здібним учнем. Чаплинські інтелігенти (особливо енергійний шкільний вчитель Володимир Пилипович Губенко, який довго переконував батьків Миколи Куліша, що їхній син дуже здібний) вирішили допомогти обдарованому хлопцеві і зібрали кошти — близько 100 карбованців — щоб він міг продовжувати освіту.

### В Олешках

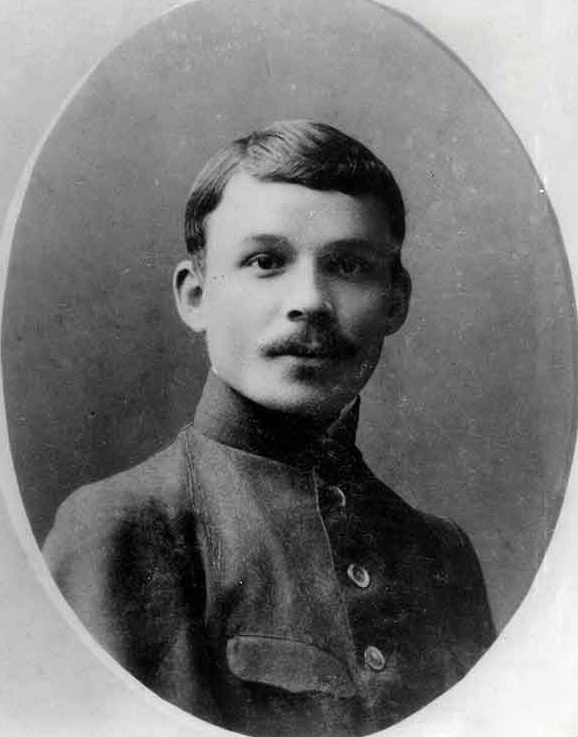
Микола Куліш

З 1905 року навчався в Олешківському (тепер Олешки Херсонської області) міському чотирикласному училищі. Куліш запізнався з патріархальністю Олешків у перший же день. Приятель Куліша по училищу Антон Алейников згадував: «Куліша привела до хати наша мати. Вона казала, що цього хлопчика помітила на Базарному майдані в передвечір'я і, довідавшись із розпитувань, що йому ніде зупинитися, привела до себе додому … Ми всією родиною, 9 душ, жили в одній великій кімнаті, спали на полу, а Кулішеві виділили житлову площу на печі й запнули фіранкою». Нічим не прикметна хата Алейникових, на Міщанській (нині вул. Самарця), де Куліш так і лишився жити, збереглася. Саме в Олешках Куліш і знайомиться з відомим письменником і перекладачем Іваном Дніпровським, який згодом написав багато спогадів про Куліша. Проте через свою різку вдачу і здатність групувати навколо себе критично мислячих учнів, він мав погані стосунки з керівництвом. Через це Куліша декілька разів відраховували з училища, як він писав з автобіографії «за организацию кружков молодежи и непочтение к начальству».
Але не зважаючи на це, Кулішеві вдалося 1908 року вступити до Олешківської прогімназії. Тут він навчання не закінчив, оскільки заклад закрили у часі, коли до закінчення її Кулішеві залишалося зовсім небагато.
Мешкав на квартирі свого гімназійного приятеля Всеволода Невелля, де й познайомився зі своєю майбутньою дружиною Антоніною Невелль.

#### Перші літературні спроби
Загалом у літературному розвитку Миколи Куліша містечко Олешки посідає особливе місце, адже тут він починає писати. Перші його твори — це сатиричні вірші, фейлетони, епіграми, що з'являються на сторінках учнівських рукописних журналів «Наша жизнь», «Колючка», «Стрела», «Веселое язычество», ініціатором і редактором яких він сам і був. Інші, недруковані твори поширювалися у списках серед підлітків та молоді і згодом мали значний вплив на них.
В Олешках також з'являються перші драматичні спроби Куліша — колоритні малюнки з колишнього життя. 1913 року він пише першу п'єсу «На рыбной ловле» російською мовою, що згодом лягла в основу комедії «Отак загинув Гуска».

### Перша світова війна

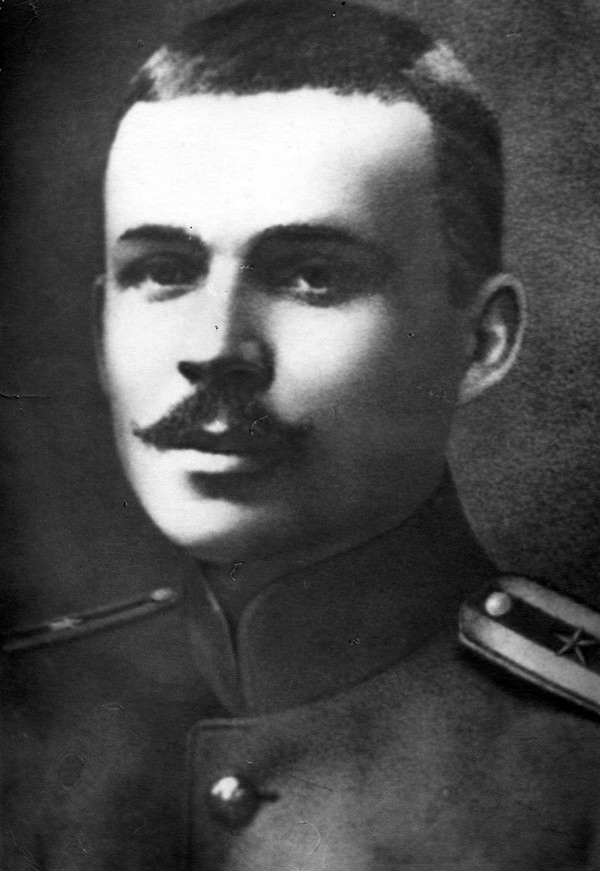
Микола Куліш в часи Першої світової війни

Коли Миколі Кулішеві було 22 роки, він надіслав документи до Новоросійського університету на філологічний факультет, де його навіть зарахували на перший курс. Проте ці плани перервав початок Першої світової війни, коли у серпні 1914 року його мобілізували до війська.
В армії несподівано для себе Микола Куліш робить військову кар'єру.
Спочатку він служив рядовим у запасному батальйоні і перед відправкою на фронт захотів побачити свою наречену Антоніну, яка була вчителькою у селі за 72 версти від казарми. Тому він самочинно залишив казарму, через що отримав покарання від полковника, хоча й не дуже суворе.
У 1914 році полковник відправив його до Одеської школи прапорщиків, після закінчення якої він вирушає на фронт.
На 1916 підпоручик 224-го піхотного Юхновського полку 56 піхотної дивізії РІА. 20 вересня 1916 року поранений біля села Воля Садовська.14 жовтня 1916 р. поступив в Херсонський лазарет Олексіївського товариства сестер милосердя Російського товариства Червоного Хреста.
1915—1917 роки проводить на передовій. І тут продовжує писати твори. Здебільшого це були вірші й невеличкі драматичні сцени. Деякі його поезії друкувалися у армійській газеті, а одноактні п'єси розігрували солдати.
Перша світова війна погано відбилася на здоров'ї Миколи Куліша: у нього поранення, контузія, посилення критичних настроїв. У 1917 році, вже будучи офіцером, Микола Куліш під час Лютневої революції стає на її бік, пов'язуючи з цим свої надії на побудову гуманістичного і справедливого суспільства.

### Період громадянської війни та Української революції

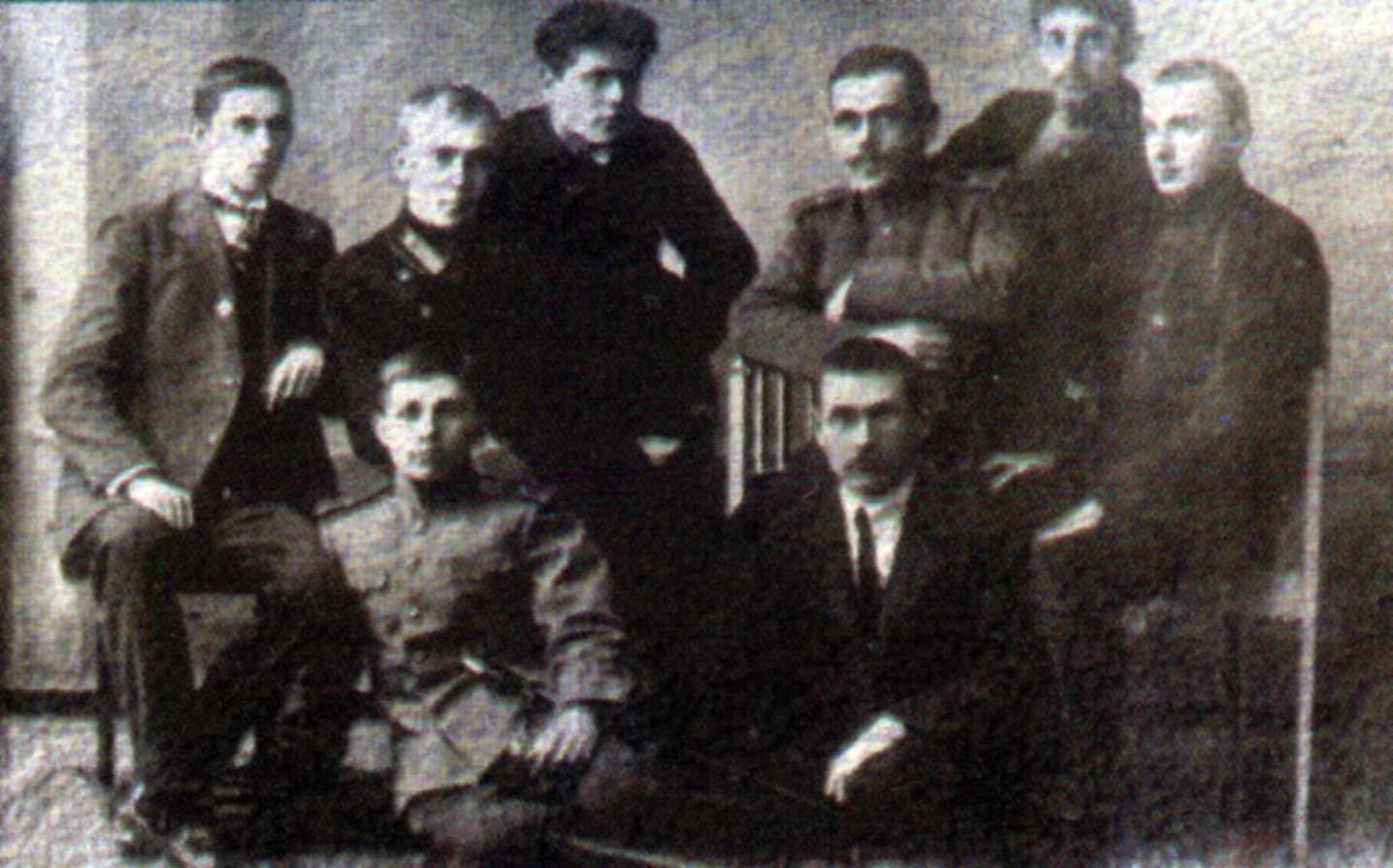
Микола Куліш-прапорщик серед друзів під час відпустки. Олешки. 1918

З початку 1918 року — голова Олешківської ради робітничих і селянських депутатів.
У липні 1919 року, перебуваючи в Херсоні, Микола Куліш формує Дніпровський селянський полк у складі червоної армії. З цим полком він згодом захищав Херсон і Миколаїв у боях з денікінцями.
За гетьманського правління Скоропадського Миколу Куліша було ув'язнено на 5 місяців.
Після радянської окупації України, він стає начальником штабу групи військ Херсонського та Дніпровського повітових військкоматів.

### Початок 1920-х років
Після демобілізації керував органами народної освіти в Олешківському повіті, редагував газету «Червоний Шлях» у Єлизаветграді. В цей період складає першу українську абетку для дорослих — «Первинка», в якій використав твори класичної української літератури, а також деякі власні. Організовуючи школи, дбаючи за учнів та вчителів, Микола Куліш багато подорожує південною Україною. Під час голоду 1921—1922 років Куліш усіляко намагався допомогти школярам і учням. Події цього періоду життя він зображує у документально-нарисовій повісті російською мовою «По весям и селам». Цей твір складається із двох частин: «Из записной книжки 1921 года» та «Из записной книжки 1922 года» (опубліковані в одеському педагогічному журналі «Наша школа» № 3, 4–5 за 1923 р.). У ньому Микола Куліш використовує елементи художньої оповіді, публіцистичні міркування, документалізовані спостереження, за допомогою яких описав голод у Таврії.

### В Одесі та Єлизаветграді
У 1922 році працював у губернському відділі народної освіти в Одесі на посаді інспектора шкіл. В 1924 році написав п'єсу «97», в якій розповів про голод 1921—1922 років на Херсонщині. Постановки цього твору та п'єси «Комуна в степах» (1925) на харківській сцені принесли Кулішу загальне визнання. У 1924 році Куліш також знайомиться із Юрієм Смоличем — відомим письменником і громадським діячем, який залишив багато спогадів про Куліша.
В Одесі письменник стає членом письменницької спілки «Гарт». Цікавиться культурним, літературним і мистецьким життям України свого часу.
У Зінов'євську з кінця квітня до початку червня 1925 року редагує газету «Червоний шлях». У цей час листувався з Іваном Дніпровським та іншими відомими культурними діячами.

### У Харкові

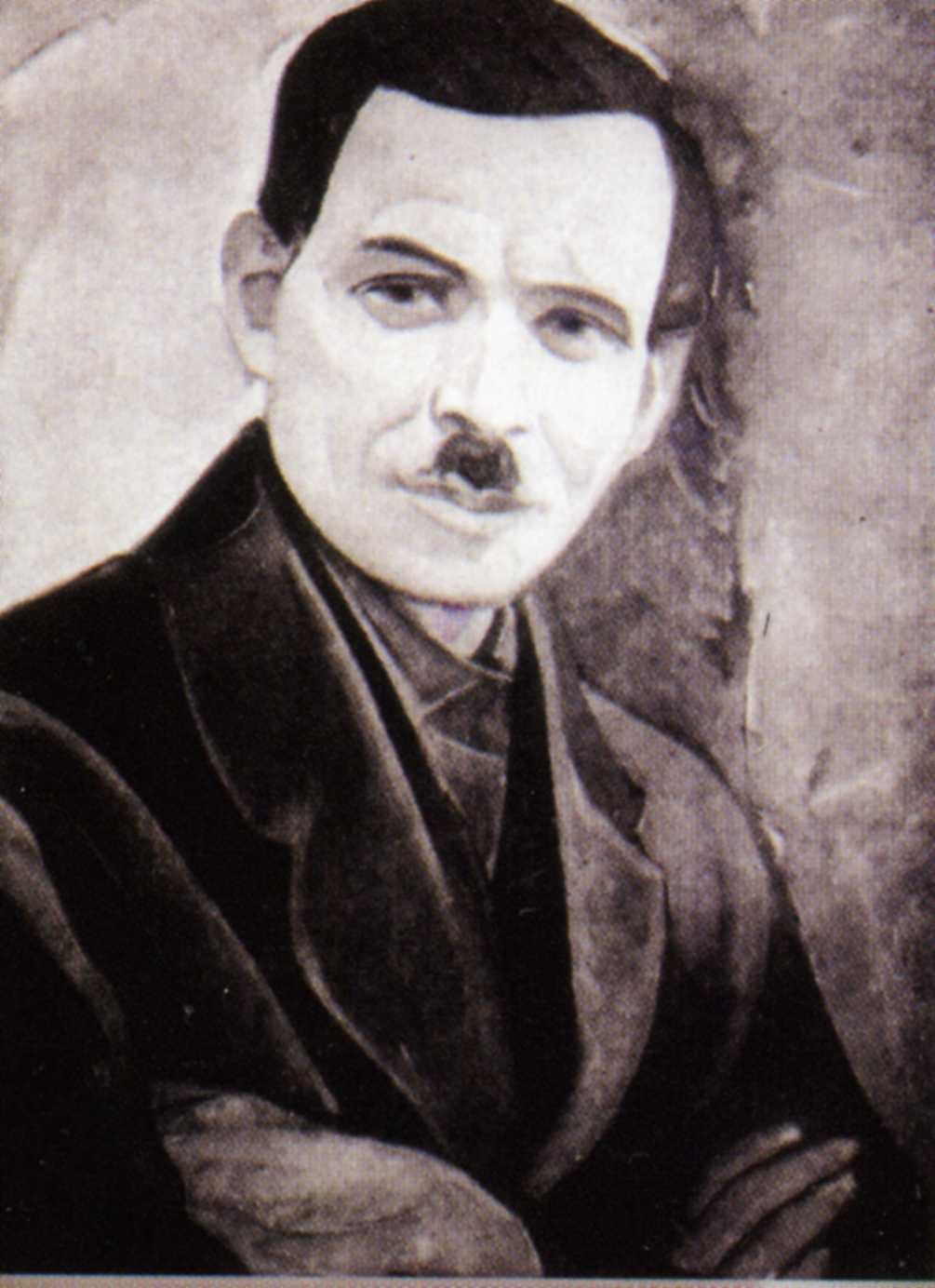
Портрет Миколи Куліша, виконаний М. Чорнокайським

1925 року переїжджає до Харкова, де знайомиться із такими визначними діячами української літератури як Микола Хвильовий, Лесь Курбас, Остап Вишня, Володимир Сосюра, Юрій Яновський, Павло Тичина, Григорій Епік та інші. У цей період входить до літературної організації «ВАПЛІТЕ».
Веде багаторічну плідну співпрацю з трупою театру «Березіль» та його режисером Лесем Курбасом, з яким познайомився 1925 року.
З середини 1920-х років Микола Куліш поступово стає однією з центральних постатей українського літературного, громадського і мистецького життя, а також центральною постаттю тодішньої української драматургії. Через це у листопаді 1926 року його було обрано президентом «ВАПЛІТЕ» і до січня 1928 року він обіймав цю посаду. У 1926—1928 роках входить до складу редакційної колегії журналу «Червоний Шлях», друкується в альманасі «Літературний ярмарок», пише статтю «Критика чи прокурорський допит», де захищає право митця на самобутність та внутрішню незалежність.
З кінця 1929 року — член президії нового літературного об'єднання «Пролітфронт».

### Арешт
Проте з початком 1930-х років у житті Миколи Куліша настають трагічні сторінки: більшість його творів, що доти були досить популярними, зазнають великої політичної та естетичної критики. За допомогою пробільшовицьких літературних критиків та літературознавців творчість Миколи Куліша стає однією із негативних тенденцій у тогочасній українській літературі. Публіка та вищі ешелони влади категорично не сприйняли драму «Маклена Граса».

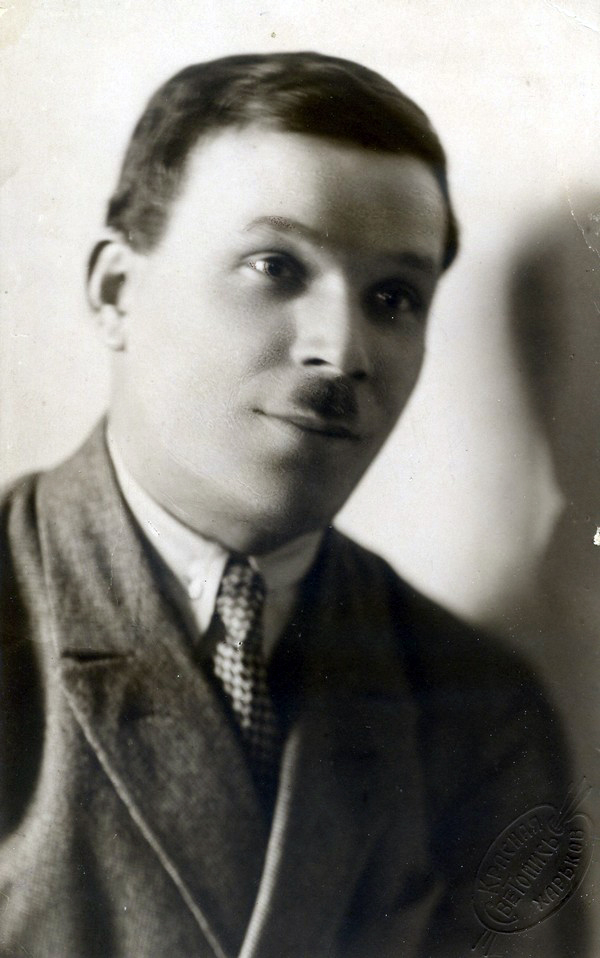
Микола Куліш, 1929 рік

Після того як Микола Куліш на недовгий час покидає Харків і мандрує Херсонщиною, бачачи голодомор 1933 року, він починає (нарешті!) розчаровуватися у революційних ідеях. У цей час проти нього спрямовується ідеологічна кампанія, у ході якої затверджується, що п'єси «Народний Малахій», «Мина Мазайло», «Патетична соната» мають за основу ворожі комуністичному режиму погляди.
На першому всесоюзному з'їзді радянських письменників, що відбувся 17 серпня — 1 вересня 1934 року Миколу Куліша оголосили буржуазно-націоналістичним драматургом. 19 серпня на ранковому засіданні І. Кулик у своїй доповіді про напрямки розвитку української літератури схарактеризував Миколу Куліша як митця, що є представником «виявів націоналізму» в драматургії, та як художника, «більшість п'єс якого є відверто націоналістичними і ворожими нам» і зазначив, що на них базувалася робота театру «Березіль», коли ним керував Лесь Курбас.
У грудні 1934 року, перед похоронами свого друга Івана Дніпровського, Миколу Куліша було заарештовано органами НКВС і звинувачено у приналежності до націоналістичної терористичної організації і зв'язках з ОУН. Під час судового процесу у «Справі боротьбистів» в березні 1935 року виїзною Військовою колегією Верховного суду разом з Г. Епіком, Є. Плужником, В. Підмогильним, О. Ковінькою та іншими засуджений до 10 років Соловецьких таборів.
На Соловках утримувався в суворій ізоляції. 3 листопада 1937 року, за постановою особливої трійки НКВС по Ленінградській області від 9 жовтня 1937 р., розстріляний в урочищі Сандармох Медвеж'єгорського району, Карелія, у складі т. зв. «Соловецького етапу» у кількості 1111 осіб, разом із Лесем Курбасом, Валер'яном Підмогильним, Юрієм Мазуренком та Григорієм Епіком.
До 1997 року дослідники робили припущення, що в'язні Соловецького етапу були скинуті з баржі у Біле море. Проте ця версія спростована карельським «Меморіалом», який знайшов справжнє місце убивства українських класиків, зокрема й Миколи Куліша.
Реабілітований 4 серпня 1956 року за відсутністю складу злочину.

## Творчість
Микола Куліш займався літературною діяльністю майже все своє життя — 30 років із 45. Драматург писав навіть тоді, коли перебував на Соловках, в ув'язненні. За 1923—1934 роки Микола Куліш створив близько 15 п'єс. Проте тексти першого («На рыбной ловле») та останнього («Такі») твору були вилучені у письменника під час арешту, і тому вважаються втраченими.
Перші п'єси «97» (1924), «Комуна в степах» (1925) переважно реалістично-побутового характеру; комедія-фарс «Хулій Хурина» (1926) має експресіоністичні риси; «Зона» (1926) — гостра сатира на партійних кар'єристів, комедія «Отак загинув Гуска» (1925) має елементи символізму. Творчою вершиною стали п'єси «Народний Малахій» (1927), «Мина Мазайло» (1929). Тема цих п'єс — облудність ідеалів комуністичної революції, національне пристосуванство і фальш міщанського середовища. «Патетична соната» (1929) показує боротьбу трьох сил — комуністичної, білогвардійської і національно-патріотичної у 1917-18 рр. У п'єсі використано засоби тогочасної експериментальної драми у поєднанні з традиційним українським театром (вертеп).
У 1930-х рр. Куліш написав п'єси «Маклена Граса» (1933), «Прощай, село» (1933, перевидано 1934 р. під назвою «Поворот Марка»), «Вічний бунт» та ін. Твори Куліша гостро критикувала офіційна критика. Більшість його творів були поставлені на сцені театру «Березіль».

## Видання творів М. Куліша
- Твори. — Нью-Йорк: Українська вільна академія наук, 1955.
- П'єси. — Київ: Державне видавництво художньої літератури, 1960.
- П'єси. Листи. — Київ: Дніпро, 1969.
- П'єси / Післямова Д. Вакуленко. — К. : Дніпро, 1983. — 334 с
- Твори в двох томах / Упорядк. та вступ. ст. Л. С. Танюка. — Київ: Дніпро, 1990: Т. 1 : П'єси. — 509 с.; Т. 2: П'єси, статті, виступи, документи, листи, спогади про письменника. — 877 с.
- П'єси / Уклад. А. Я. Бельдій; Під ред. Л. П. Марченко; Худож. І. М. Галушка. — Київ: Наукова думка, 1998. — 304 с.
- П'єси / Уклад. А. Я. Бельдій; Під ред. Л. П. Марченко, Н. М. Отрох; Худож. І. М. Галушка. — К.: Наукова думка, 2001. — 368 с.
- Маклена Граса [Архівовано 23 листопада 2018 у Wayback Machine.]. — Харків: Фоліо, 2012.
- Мина Мазайло. [Архівовано 23 листопада 2018 у Wayback Machine.] — Харків: Фоліо, 2013.
- Вибрані твори. — Київ: Смолоскип, 2014. — 968 с. (Серія «Розстріляне Відродження»).
- 97 : вибрані п'єси. — Київ: Видавничий дім «Кондор», 2021. — 196 с.
- Куліш М. Хулій Хурина: (комедійка) / Микола Куліш. — Харків: УТОДІК, 1926. — 55 с. [Архівовано 23 листопада 2018 у Wayback Machine.]
- Куліш М. Поворот Марка: п'єса на 3 дії / М. Куліш. — Б. м. : Радян. літ., 1934. — 89 с. [Архівовано 23 листопада 2018 у Wayback Machine.]
- Куліш М. Комуна в степах / М. Куліш. — Харків: Рух, 1931. — 72 с. [Архівовано 23 листопада 2018 у Wayback Machine.]
- Куліш М. «97»: п'єса / Микола Куліш. — Вид. 5-те. — Харків ; Київ: Лім, 1934. — 112 с. [Архівовано 23 листопада 2018 у Wayback Machine.]

## У кіно
За творами письменника знято телефільми: «Закут», «Мина Мазайло», «Народний Малахій». Йому присвячено стрічки: «Микола Куліш» (1970), «Микола Куліш» (1991), документальні кінокартини «Пастка», «Тягар мовчання» (1991).

## Вшанування пам'яті
На честь Миколи Куліша в Дніпрі названо вулицю Миколи Куліша. Також вулиці його імені існують в інших населених пунктах.
Херсонський обласний український музично-драматичний театр із 1990 року носив ім'я ім. Миколи Куліша, а з 2005 року називається Херсонський обласний академічний музично-драматичний театр ім. М. Куліша.
1963 року іменем Миколи Куліша був названий теплохід на підводних крилах типу «Ракета» — один із перших на Дніпрі.
18 січня 2024 р. на його честь була названа бібліотека у Києві.

### Життєпис
- Марко Роберт Стех «Очима культури» № 33. Про драматурга Миколу Куліша [Архівовано 8 січня 2017 у Wayback Machine.]
- МИКОЛА КУЛІШ | Програма «Велич особистості» | 2017 (ВІДЕО)
- До ювілею Куліша. ФОТО [Архівовано 22 липня 2015 у Wayback Machine.]
- Куліш і Курбас: спільна творчість і смерть. Інна Кремінська. Радіо Свобода [Архівовано 25 листопада 2012 у Wayback Machine.]
- Винен… бо Куліш. Лесь Танюк. Радіо Свобода [Архівовано 25 листопада 2012 у Wayback Machine.]
- Бібліотека Української літератури [Архівовано 11 березня 2016 у Wayback Machine.]
- Український центр[недоступне посилання з червня 2019]
- memorial.org.ua [Архівовано 23 листопада 2007 у Wayback Machine.]
- Бібліотечний інформаційний портал [Архівовано 26 лютого 2012 у Wayback Machine.]
- Острів Знань [Архівовано 14 березня 2016 у Wayback Machine.]
- Харківська обласна універсальна бібліотека [Архівовано 20 серпня 2011 у Wayback Machine.]
- Internet Encyclopedia of Ukraine [Архівовано 3 серпня 2020 у Wayback Machine.](англ.)
- Kulish, Mykola [Архівовано 18 грудня 2020 у Wayback Machine.](англ.)
- Dompavlov Travelling [Архівовано 3 серпня 2008 у Wayback Machine.](англ.)
- Куліш Микола в Електронній бібліотеці «Культура України» [Архівовано 23 листопада 2018 у Wayback Machine.]
- Біографія Миколи Куліша

### Твори і переклади
- Твори Миколи Куліша — Е-бібліотека «Чтиво» [Архівовано 17 березня 2015 у Wayback Machine.]
- Твори Миколи Куліша на Lib.ru

### Критичні статті та рецензії
- Наталя Кузякіна «Микола Куліш» [Архівовано 17 лютого 2013 у Wayback Machine.]
- Драматургічна глибинність Миколи Куліша [Архівовано 5 березня 2012 у Wayback Machine.]
- Михайлин І. Л. Гіпотеза про трагедійне в «Народному Малахії» М. Куліша / І. Л. Михайлин // Вісник Харківського університету. — 1992. — № 376: Теоретичні проблеми літературознавства на сучасному етапі. — С. 19-27.
- Михайлин І. Л. Спроба інтерпретації «Патетичної сонати» Миколи Куліша / І. Л. Михайлин // Питання літературознавства. — Чернівці, 1997. — Вип. 4 (61). — С. 127—136.
- Ярослав Голобородько «Просвіта» в житті і духовній спадщині Миколи Куліша
- Святкування 120-ї річниці від дня народження Миколи Гуровича Куліша [Архівовано 5 березня 2016 у Wayback Machine.]
- Крат А. А.Епістолярна спадщина М. Г. Куліша: спроба культурологічної розвідки // Степ: Літ.-худож. альм. — Херсон, 1992. — № 2. — С. 44-57; Кур'єр Кривбасу. — 1996. — № 53-54. — Трав. — С. 60-66.